# Tiburzio
Tiburzio  è un nome proprio di persona italiano maschile.

## Varianti in altre lingue
- Catalano: Tiburci
- Ceco: Tibor[2]
- Francese: Tiburce
- Latino: Tiburtius[1][2], Tiburtinus[3]
- Polacco: Tyburcjusz, Tyburcy
- Portoghese: Tiburcio[2], Tibúrcio
- Slovacco: Tibor[2]
- Spagnolo: Tiburcio[2]
- Ungherese: Tibor[2], Tiborc[2]

## Origine e diffusione
Continua il cognomen romano Tiburtius (o Tiburtinus), avente il significato di "[proveniente] da Tivoli", "[nativo] di Tivoli" (Tivoli era anticamente chiamata Tibur).

## Onomastico
L'onomastico si festeggia solitamente il 14 aprile in memoria di san Tiburzio, martire a Roma nel III secolo insieme con i santi Valeriano e Massimo:. Con questo nome si ricordano anche, alle date seguenti;
- 11 agosto, san Tiburzio, martire a Roma[3][4][5][6]
- 21 agosto, san Tiburzio, martire in Africa[4]
- 9 settembre, san Tiburzio, vescovo francese[4]
- 9 settembre, san Tiburzio, martire con i santi Giacinto e Alessandro in Sabina[3][4][5]

## Persone
- Tiburzio Del Maino, scultore italiano
- Tiburzio Donadon, pittore e restauratore italiano
- Tiburzio Massaino, compositore italiano
- Tiburzio Spannocchi, architetto e ingegnere italiano
- Tiburzio Vergelli, scultore italiano

### Variante Tibor

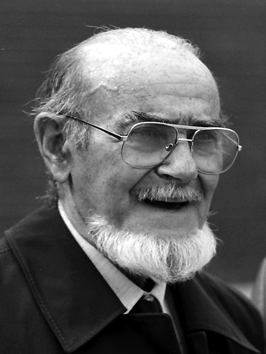
Tibor Sekelj

- Tibor Benedek, pallanuotista ungherese
- Tibor Déry, scrittore ungherese
- Tibor Fischer, scrittore britannico
- Tibor Gallai, matematico ungherese
- Tibor Garay, calciatore ungherese
- Tibor Ordina, atleta ungherese
- Tibor Pleiß, cestista tedesco
- Tibor Sekelj, scrittore, esploratore ed esperantista jugoslavo
- Tibor Simon, allenatore di calcio e calciatore ungherese
- Tibor Takács, regista ungherese
- Tibor Varga, violinista, direttore d'orchestra e pedagogo ungherese

## Il nome nelle arti
- Tiburzio è un personaggio di alcun fumetti Disney, in particolare nella serie C'era una volta il west....! (1977-1979), nei quali era portato dal mulo di Qui, Quo e Qua.
- Tiburce è un personaggio del film del 2011 Niente da dichiarare?, diretto da Dany Boon.
- Tiburce de Saint-Hilaire è un personaggio del romanzo di Georges Simenon Il signor Gallet, defunto.
- Tibor McMasters è un personaggio del romanzo di Philip K. Dick e Roger Zelazny Deus irae.